# Saint-Privé (Yonne)
Saint-Privé é uma comuna francesa na região administrativa de Borgonha-Franco-Condado, no departamento de Yonne. Estende-se por uma área de 41,41 km². Em 2010 a comuna tinha 540 habitantes (densidade: 13 hab./km²).